# DPF1
DPF1‏ (Double PHD fingers 1) هوَ بروتين يُشَفر بواسطة جين DPF1 في الإنسان.